# Усть-Тоя
Усть-Тоя — деревня в Колыванском районе Новосибирской области. Входит в состав Королёвского сельсовета.

## География
Площадь деревни — 65 гектаров.

## Население
| 2002 | 2007 | 2010 |
| ---- | ---- | ---- |
| 86   | ↘66  | ↘48  |

## Инфраструктура
В деревне по данным на 2007 год функционирует 1 учреждение здравоохранения.